# Сокол (Сахалинская область)
Со́кол — село в городском округе «Долинский» Сахалинской области России.

## География
Посёлок находится в междуречье рек Большое Такое, Сокол и Белая, на расстоянии 10 км от города Долинск, административного центра округа.

## История
До 1945 года принадлежало японскому губернаторству Карафуто и называлось Отани (яп. 大谷). После передачи Южного Сахалина СССР село 15 октября 1947 года получило современное название. При этом первоначально посёлок предлагалось назвать Светлоград — по его расположению в широкой и светлой долине. В 1947 по 2005 годах — посёлок городского типа.

## Население
| 1925  | 1935  | 1959  | 1970  | 1979  | 1989  | 2002  |
| ----- | ----- | ----- | ----- | ----- | ----- | ----- |
| 512   | ↗710  | ↗7355 | ↘5665 | ↘5116 | ↗5297 | ↘3430 |
| 2010  | 2013  | 2021  |       |       |       |       |
| ↗3468 | ↘3367 | ↘3107 |       |       |       |       |

### Половой состав
Согласно результатам переписи 2002 года, население составляло 3430 человек (1688 мужчин и 1742 женщины).

## Улицы
| - ул. Биологическая, - ул. Большая, - ул. Быкова, - ул. Вокзальная, - ул. Геологов, - ул. Горького, - ул. Госпитальная, - ул. Деповская, | - ул. Железнодорожная, - ул. Коммунальная, - пер. Коммунальный, - ул. Ленина, - ул. Лермонтова, - ул. Лесная, - ул. Ломоносова, - ул. Луговая, | - ул. Молодёжная, - ул. Новая, - ул. Октябрьская, - ул. Парковая, - ул. Пирогова, - ул. Путевая, - ул. Пушкина, - ул. Речная, | - ул. Рыбоводная, - ул. Северная, - ул. Совхозная, - ул. Чехова, - ул. Чкалова, - ул. Широкая, - ул. Школьная, - ул. Южная. |

## Транспорт
В селе расположена станция Сокол Сахалинского региона Дальневосточной железной дороги.